# Niccolò Cybo
Niccolò Cybo (Genova, 1450 circa – Roma, luglio 1499) è stato un cardinale italiano.

## Biografia
Nacque a Genova intorno al 1450.
Papa Innocenzo VIII lo elevò al rango di cardinale in pectore nel concistoro del 9 marzo 1489, ma non venne mai pubblicato.
Morì nel luglio 1499, a Roma.

## Genealogia episcopale
La genealogia episcopale è:
- Papa Innocenzo VIII
- Cardinale Niccolò Cybo